# Cabane du Vélan
Die Cabane du Vélan ist ein Schutzhaus der Sektion Genf des Schweizer Alpen-Clubs (SAC). Sie liegt nördlich des Mont Vélan in den Walliser Alpen auf 2642 m ü. M. auf dem Felsgrat zum „kleinen Mont Vélan“.
Die Hütte fällt durch ihre moderne Formgebung auf. Der Grundriss ist eine Fläche aus zwei Bogenstücken, die in zwei Ecken aneinanderstoßen, ähnlich einer Raute, bei der die Ecken mit den flachen Winkeln abgerundet sind.
Die Außenverkleidung der Hütte aus Titanzinkblech und die Anordnung der Fenster unterstreichen das futuristische Erscheinungsbild.

## Aufstieg
Talort ist Bourg-Saint-Pierre. Für die rund 1000 Höhenmeter bis zur Hütte sind etwa dreieinhalb Stunden zu veranschlagen.

## Gipfelbesteigungen
Die Hütte ist Ausgangspunkt für den Mont Vélan (3731 m ü. M.) und La Croix de Tsousse (2822 m ü. M.).

## Übergänge
Cabane de Valsorey (3037 m ü. M.) auf der gegenüberliegenden Talseite

## Bilder

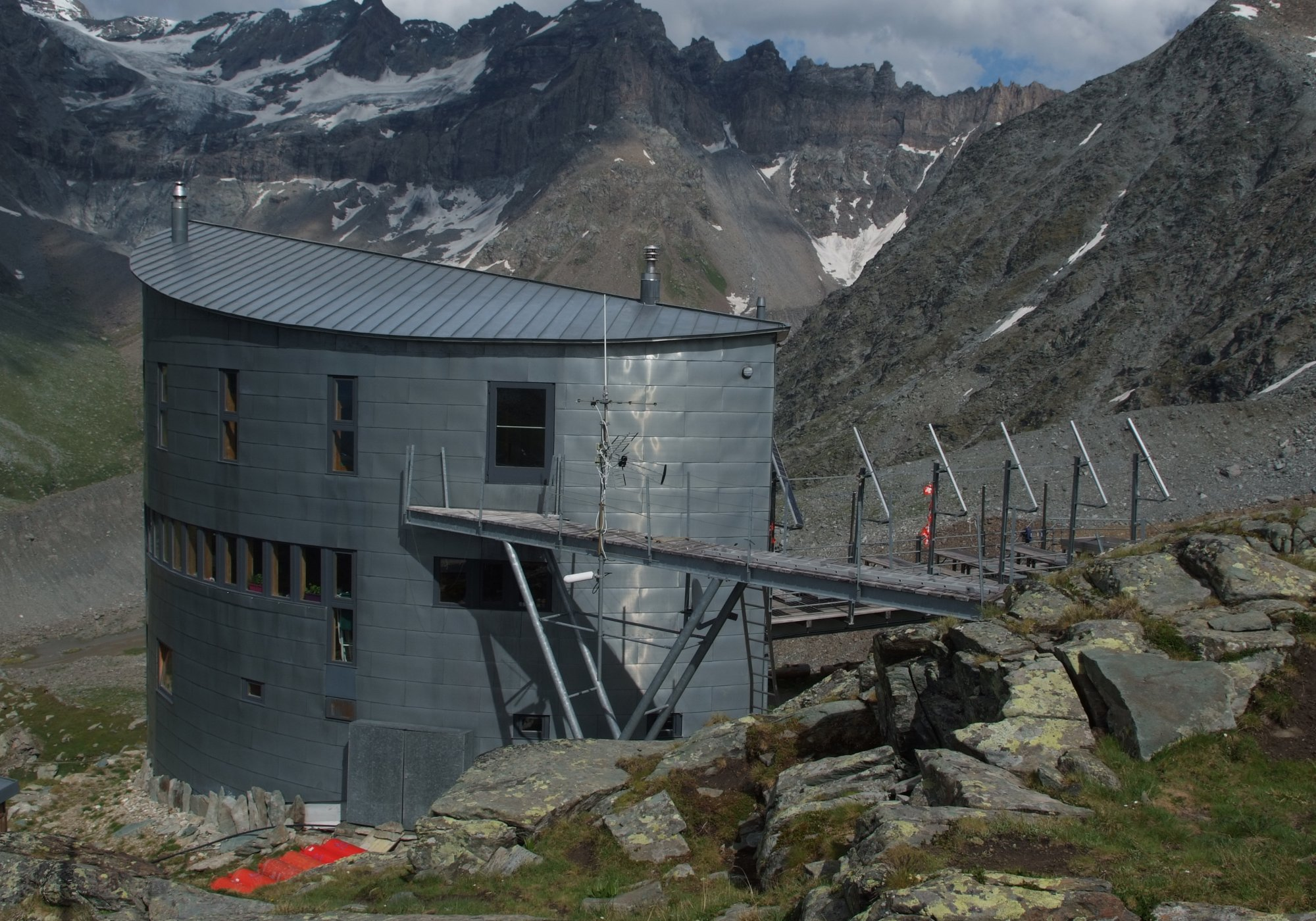
Cabane du Vélan